# Bartolomeo Burchelati
Bartolomeo Burchelati o Burchiellati (Treviso, 13 giugno 1548 – 29 settembre 1632) è stato un letterato e storico italiano.
Era figlio del mercante Gian Battista e Paola degli Alberti. La famiglia era di origini modeste, ma benestante; considerati, inoltre, gli interessi culturali del padre (era appassionato di musica), il Burchelati ottenne una buona educazione sotto la guida di prestigiosi insegnanti.
Nel 1564 morì il padre e Bartolomeo, primo di sei fratelli, si dovette occupare degli affari di famiglia. Ciò, tuttavia, non interferì troppo con i suoi studi, tanto che nel 1572 si iscrisse alla facoltà di medicina e filosofia dell'università di Padova e, seguito dal celebre Girolamo Mercuriale, ne uscì laureato quattro anni dopo.
Si dedicò prevalentemente alla poesia e all'erudizione. La figura di Bartolomeo Burchelati è legata alla storia urbanistica e architettonica del centro di Treviso. Membro di una influente famiglia, fu proprietario di diversi edifici importanti del centro storico, inclusa la Torre del Visdomino. È da uno scritto di Burchelati (Sconci e rovine di Treviso) che si hanno le prime notizie attendibili sulle vicende storiche del Palazzo Bomben e di Palazzo Caotorta. 
Scrisse anche un'opera storica, il Commentariorum memorabilium multiplicis historiae Tarvisinae locuples promptuarium (1616), particolarmente apprezzata dall'erudizione settecentesca.